# Zdziebąd
Zdziebąd — staropolskie imię męskie, złożone z dwóch członów: Zdzie- ("uczynić, zrobić, nadać imię") i -bąd ("być, istnieć, żyć").
Odpowiedniki w innych językach:
- staroczeski — Sdebud[1]